# Махараџа
Махараџа (санск. महाराज - "велики краљ") највише звање - у рангу принца у Индији. 
У Пурани и другим хинду споменицим овај назив се првенствено примењује на владаре великих индијских краљевстава која су постојала почев од II века п. н. е. обухватала Индију, Малајско полуострво, Суматру и суседна острва. Током колонијалне историје Индије неки од њених владара, су сами узимали или добијали ово звање од британске управе. То су били Махараџа од Гвалиор, Индоре, Траванкора, Виџианагар и други.